# Ville de Charles Sturt
La Ville de Charles Sturt (City of Charles Sturt) est une zone d'administration locale au sud-ouest du centre ville d'Adélaïde en Australie-Méridionale en Australie. 

## Quartiers
| - Albert Park - Allenby Gardens - Athol Park - Beverley - Bowden - Brompton - Cheltenham - Croydon - Devon Park - Findon - Flinders Park - Fulham Gardens - Grange | - Hendon - Henley Beach - Henley Beach South - Hindmarsh - Kidman Park - Kilkenny - Ovingham - Pennington - Renown Park - Ridleyton - Rosewater - Royal Park - Seaton | - Semaphore Park - Tennyson - Welland - West Beach - West Croydon - West Hindmarsh - West Lakes - West Lakes Shore - Woodville - Woodville North - Woodville Park - Woodville South - Woodville West |